# Когут Оксана Володимирівна
Когут Оксана Володимирівна  (нар. 13 лютого 1969, Львів) — театральна діячка, комерційний директор Київського національного академічного театру оперети, заслужений працівник культури України (2010).

## Життєпис
Народилася у місті Львів. Батько — Когут Володимир Іванович (хореограф, педагог, театральний діяч), мати — Когут Любов-Ксенія Петрівна.
05.08.1986-15.06.1991 рр. — навчалася в Львівському державному університеті, філолог, викладач української мови та літератури.
1991—1994 рр. — вчителька української мови та літератури у с/ш № 4 у м. Львова,
1994—2003 рр. — педагог-організатор у Першому українському театрі для дітей та юнацтва, з 1998 р. — головний адміністратор театру, з 2002 р. — заступник директора.
2002—2003 рр. — навчалася в Національній академії державного управління при президентові України, проджект-менеджмент, магістр. У цей же час є тренером-експертом Західно-українського навчального центру україно-американської програми
2003—2004 рр. — генеральний директор ТОВ «Театр Джазу».
2004 р. — заступник директора Київського державного театру оперети, з 2006 р. і дотепер — комерційний директор театру.
Оксана Когут веде театральну, громадську, соціальну діяльність, входить до складу журі театральних фестивалів та конкурсів, координує комерційний, міжнародний та дипломатичний напрямки роботи театру. Має значні напрацювання у сфері культурної дипломатії. Організувала велику кількість концертних проєктів за підтримки Посольств різних країн в Україні, а також закордонних концертних програм за підтримки Посольств України. З 2004 року Оксана Когут стала співорганізаторкою щорічного міжнародного джазового фестивалю «Єдність», успішно провела 16 міжнародних джазових фестивалів в Україні. З 2013 р. входить в оргкомітет Міжнародного музичного фестивалю «О-Фест», з 2016 року координаторка, член оргкомітету Міжнародного фестивалю мистецтв «Карпатський простір». Є членкинею правління ГО «Львівське товариство у Києві». 
Родина: Син, Гливка Андрій — політолог, радник міністра фінансів України в Міністерство фінансів України.

## Нагороди
- Почесне звання «Заслужений працівник культури України» (08.02.2010)[1],
- Орден святої великомучениці Варвари II ступеня (2010),
- Всеукраїнська премія «Жінка III тисячоліття» (2012),
- Орден княгині Ольги III ступеня (27.03.2020)[2].